# Jugoslovanska škofovska konferenca
Jugoslovanska škofovska konferenca je bila ustanova škofov na področju bivše Kraljevine Jugoslavije in nato SFR Jugoslavije, z začetki že na področju Avstro-Ogrske (takrat samo južnoslovansko govorečih katoliških narodov), ki so se shajali vsaj letno, da bi obravnavali tekoča vprašanja. Delovala je do leta 1993, ko so jo nasledile škofovske konference držav naslednic Jugoslavije. 
Takrat so nastale narodne/nacionalne (državne) škofovske konference: Slovenska škofovska konferenca, Hrvaška škofovska konferenca, Škofovska konferenca Bosne in Hercegovine.
Na vzhodu bivše državne skupnosti pa je po velikih prizadevanjih pod predsedovanjem nadškofa Franca Perka in nato Stanislava Hočevarja nastala Mednarodna škofovska konferenca svetega Cirila in Metoda, ki povezuje katoličane dokaj različnih narodnosti, ki živijo v vzhodnem delu nekdanje Jugoslavije v večji ali manjši diaspori med drugovernimi kristjani in muslimani, kar daje lepo priložnost za ekumensko povezovanje.